# St Mary of the Angels Basilica

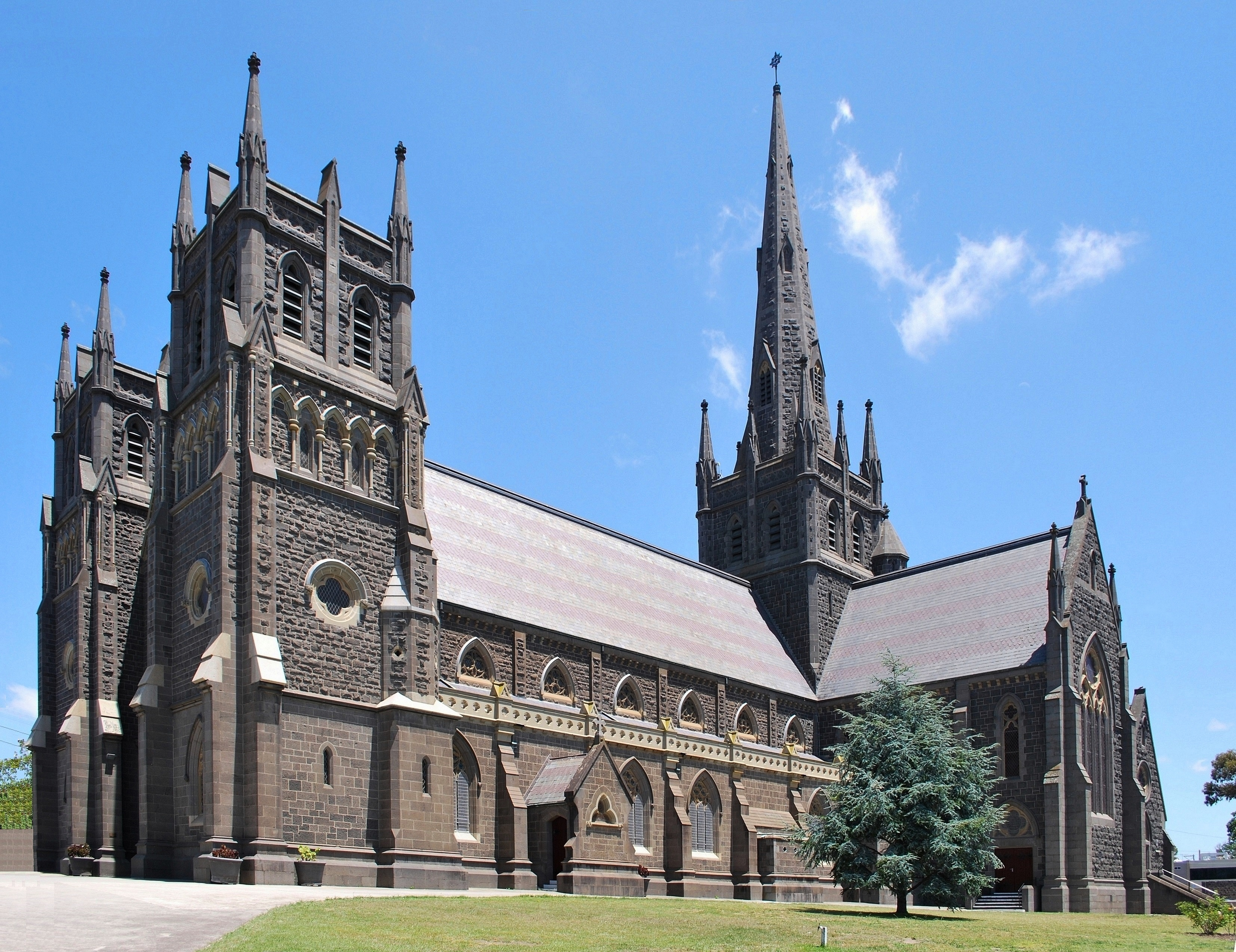
St Mary of the Angels Basilica

St Mary of the Angels Basilica (dt.: Basilika Maria von den Engeln) ist eine römisch-katholische Pfarrkirche in Geelong, Victoria, Australien. Sie ist ein im Victorian Heritage Register eingetragenes Baudenkmal.

## Geschichte
Eine erste Holzkapelle in der Yarra Street wurde am 27. November 1842 in Gebrauch genommen. Bereits 1846 wurde am Platz der heutigen Basilika der Bau einer gemauerten Kirche begonnen, die im nachfolgenden Jahr unter P.B. Geoghegan fertiggestellt werden konnte. Eine stark wachsende Gemeinde führte im Optimismus des viktorianischen Goldrauschs zu Plänen für ein kathedralenähnliches Wahrzeichen für die Stadt mit 61 Metern Länge und 40 Metern Breite. 1854 wurde der Grundstein für die heutige Kirche gelegt, die neugotischen Pläne stammen von den Architekten Dowden und Ross. Nach dem Baubeginn der in Blaustein ausgeführten Kirche kam es bereits 1856 mit dem Boomende zu einem Stillstand. Erst 1871 wurde der Kirchenbau fortgesetzt und 1872 fertiggestellt. Die Kirchtürme konnten zwischen 1931 und 1937 ergänzt werden. Das Bronzekreuz an der Spitze des 46 Meter hohen Vierungsturms wurde von Evans & Co. im Jahre 1935 gegossen und ist 2,4 Meter hoch. Die Kirche bildet als höchstes Gebäude ein wichtiges Wahrzeichen Stadt.
Im Jahr 2004 wurde die Kirche durch Papst Benedikt XVI. zur fünften Basilica minor Australiens erhoben.